# Italochrysa gillavryi
Italochrysa gillavryi is een insect uit de familie van de gaasvliegen (Chrysopidae), die tot de orde netvleugeligen (Neuroptera) behoort. 
Italochrysa gillavryi is voor het eerst wetenschappelijk beschreven door Navás in 1924.